# Catasticta ctemene
Catasticta ctemene är en fjärilsart som först beskrevs av William Chapman Hewitson 1869.  Catasticta ctemene ingår i släktet Catasticta och familjen vitfjärilar.
Artens utbredningsområde är Ecuador. Inga underarter finns listade i Catalogue of Life.

## Bildgalleri

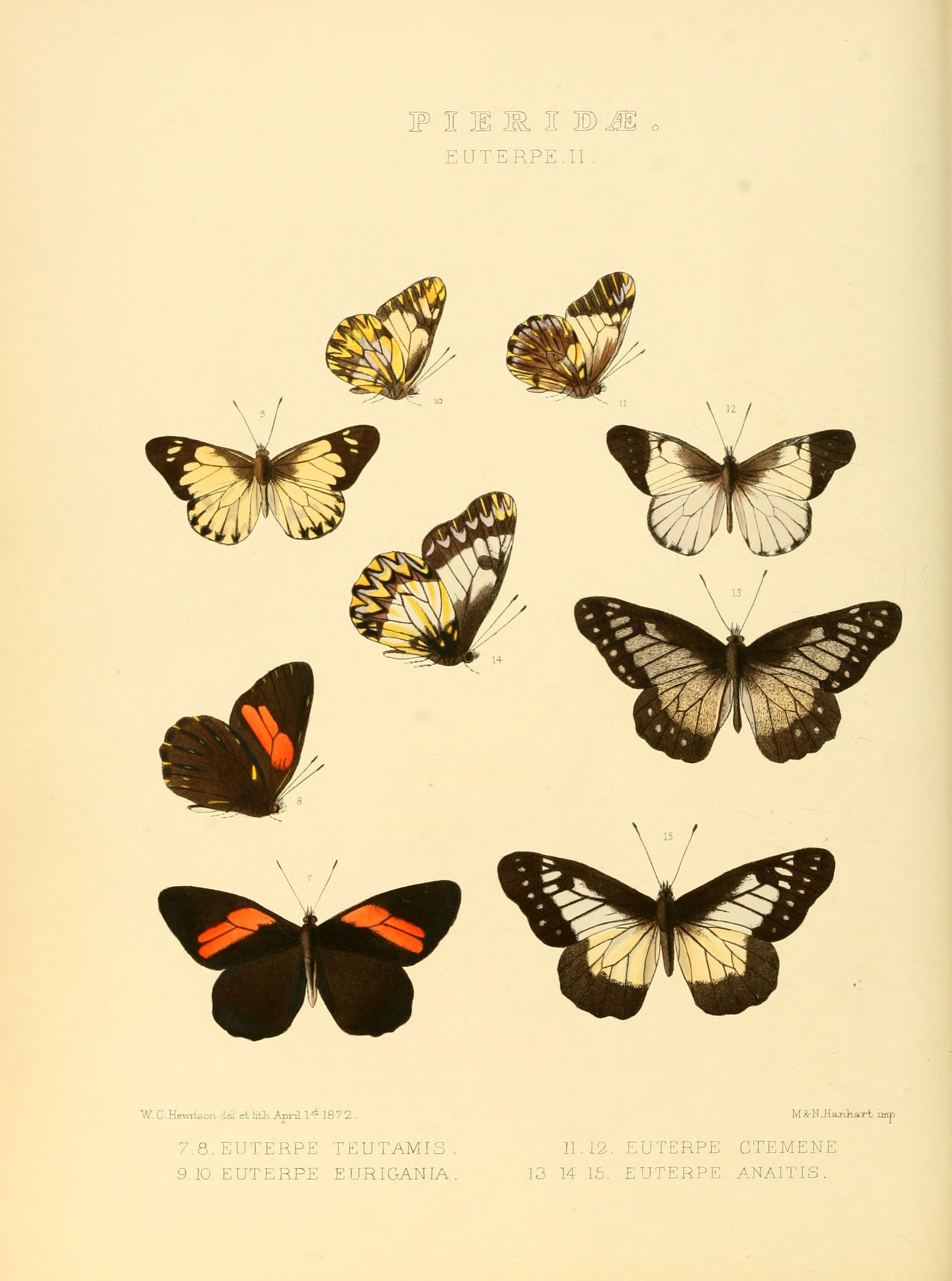